# サンドリーヌ・キベルラン
サンドリーヌ・キベルラン （Sandrine Kiberlain、1968年2月25日 - ）は、フランス・パリ出身の女優、歌手。

## 来歴
1933年にフランスへ移住してきたポーランド系ユダヤ人の祖父母をもつ。父親は公認会計士。1989年から1992年までフランス国立高等演劇学校で学ぶ。1986年に映画デビュー。1995年、ロミー・シュナイダー賞、翌年は映画『アリスの出発（たびだち）』でセザール賞 有望女優賞を獲得。2014年、映画『9 Month Stretch』にて念願のセザール賞 主演女優賞を受賞した。
ほか、カンヌ国際映画祭においては、度々審査員に選出されている。
音楽活動の実績もあり、2000年にオムニバス作品へ参加。2005年には、アルバムデビューも果たしている。
私生活では、1998年に俳優ヴァンサン・ランドンと結婚し一女をもうけたが、離婚した。

## 主な作品
- シラノ・ド・ベルジュラック Cyrano de Bergerac (1990年)
- 哀しみのスパイ（英語版、フランス語版） Les Patriotes (1994年)
- アリスの出発(たびだち)（フランス語版） En avoir (ou pas) (1995年)
- ボーマルシェ フィガロの誕生 Beaumarchais, l'insolent (1996年)
- アパートメント L'Appartement (1996年)
- カドリーユ（英語版） Quadrille (1997年)
- Le Septième Ciel（英語版、フランス語版） (1997年)
- Betty Fisher et autres histoires（英語版、フランス語版） (2001年)
- Filles uniques（英語版、フランス語版） (2003年)
- Très bien, merci（フランス語版） (2007年)
- プチ・ニコラ Le Petit Nicholas (2009年)
- シャンボンの背中 Mademoiselle Chambon (2009年)
- 海の上のバルコニー Un balcon sur la mer (2010年)
- 屋根裏部屋のマリアたち Les Femmes du 6ème étage (2010年)
- パリ警視庁:未成年保護部隊 Polisse (2011年)
- プレイヤー Les Infidèles (2012年)
- 9 Month Stretch（英語版） (2013年)
- ヴィオレット ある作家の肖像（英語版） Violette (2013年)
- 愛して飲んで歌って（英語版、フランス語版） Aimer, boire et chanter (2014年)
- Floride（英語版） (2015年)
- Encore heureux（英語版） (2015年)
- 警視ヴィスコンティ 黒の失踪（フランス語版） Fleuve noir (2018年)

## ディスコグラフィ
アルバム
- Manquait plus qu’ça (2005年)
- Coupés bien net et bien carré (2007年)

シングル
- La Chanteuse (2007年)

参加作品
- Love Me (2000年)
- Puisque vous partez en voyage (2015年)